# 2B18 Nona-M
2B18 Nona-M (rusky 2Б18 «Нона-М» podle indexu GRAU) byl ruský tažený minomet ráže 120 mm vyvinutý v Ústředním vědecko-výzkumném institutu přesného strojírenství (CNIITOČMAŠ) v Podolsku. Vyrobily se pouze prototypy, do sériové výroby se nedostal mj. kvůli nedostatku financí. Posloužil jako základ pro výkonnější verzi 2B23 Nona-M1, jejíž prototypy zahájily testy v roce 2003.
2B18 vážil 390 kg. K obsluze bylo potřeba čtyř vojáků. Minimální dostřel byl 7,1 km, maximální pak 12,8 km. Roli tahačů měly vykonávat automobily GAZ-66 a UAZ-469.